# Relações entre Japão e Kosovo
Relações Nipo-kosovares são as relações externas entre o Japão no Kosovo. Kosovo declarou sua independência da Sérvia em 17 de fevereiro de 2008 e o Japão reconheceu em 18 de março de 2008. Em junho de 2009, o Japão recebe um embaixador residente no Kosovo.